# Sommer-Universiade 2019/Basketball
Bei der Sommer-Universiade 2019 wurden vom 3. bis 11. Juli 2019 insgesamt zwei Wettbewerbe im Basketball durchgeführt.

## Austragungsorte
| Spielort           | Avellino            | Aversa      | Cercola     | Neapel      |
| Spielstätte        | Palasport Del Mauro | PalaJacazzi | PalaCercola | PalaBarbuto |
| Zuschauerkapazität | 5.300               | 2.000       | 1.500       | 5.500       |
| Fotos              |                     |             |             |             |

## Teilnehmende Nationen
| Herren | Damen |
| --- | --- |
| - Argentinien - Australien - China - Finnland - Deutschland - Israel - Italien - Kanada - Kroatien - Lettland - Mexiko - Norwegen - Russland - Tschechien - Ukraine - Vereinigte Staaten | - Argentinien - Australien - China - Finnland - Japan - Kanada - Mexiko - Portugal - Rumänien - Russland - Slowakei - Chinesisch Taipeh - Tschechien - Ukraine - Ungarn - Vereinigte Staaten |

## Männerturnier

### Gruppenphase

#### Gruppe A
| Platz | Team       | Spiele | Siege | Ndlg. | Körbe   | Diff. | Punkte |
| ----- | ---------- | ------ | ----- | ----- | ------- | ----- | ------ |
| 1.    | Israel     | 3      | 0     | 0     | 237:193 | +44   | 6      |
| 2.    | Australien | 3      | 2     | 1     | 257:213 | +44   | 5      |
| 3.    | Tschechien | 3      | 1     | 2     | 186:212 | −26   | 4      |
| 4.    | Mexiko     | 3      | 0     | 3     | 193:255 | −62   | 3      |

| Rd. | Datum   | Ortszeit | Begegnung  | Begegnung  | Q1    | Q2    | Q3    | Q4     | Verl. | Erg.   |
| --- | ------- | -------- | ---------- | ---------- | ----- | ----- | ----- | ------ | ----- | ------ |
| 1   | 4. Juli | 10:30    | Tschechien | Mexiko     | 20:15 | 41:24 | 60:38 | 73:56  | –     | 73:56  |
| 1   | 4. Juli | 17:30    | Israel     | Australien | 22:15 | 39:29 | 64:47 | 92:64  | –     | 92:64  |
| 2   | 5. Juli | 10:30    | Mexiko     | Australien | 13:32 | 29:57 | 40:89 | 62:105 | –     | 62:105 |
| 2   | 5. Juli | 20:00    | Tschechien | Israel     | 15:6  | 26:25 | 43:52 | 54:68  | –     | 54:68  |
| 3   | 6. Juli | 17:30    | Israel     | Mexiko     | 24:26 | 44:37 | 57:55 | 77:75  | –     | 77:75  |
| 3   | 6. Juli | 20:00    | Australien | Tschechien | 25:17 | 46:27 | 68:38 | 88:59  | –     | 88:59  |

#### Gruppe B
| Platz | Team        | Spiele | Siege | Ndlg. | Körbe   | Diff. | Punkte |
| ----- | ----------- | ------ | ----- | ----- | ------- | ----- | ------ |
| 1.    | Argentinien | 3      | 2     | 1     | 217:193 | +24   | 5      |
| 2.    | Lettland    | 3      | 2     | 1     | 197:195 | +2    | 5      |
| 3.    | Kroatien    | 3      | 1     | 2     | 181:194 | −13   | 4      |
| 4.    | Russland    | 3      | 1     | 2     | 193:206 | −13   | 4      |

| Rd. | Datum   | Ortszeit | Begegnung   | Begegnung   | Q1    | Q2    | Q3    | Q4    | Verl. | Erg.  |
| --- | ------- | -------- | ----------- | ----------- | ----- | ----- | ----- | ----- | ----- | ----- |
| 1   | 4. Juli | 10:30    | Lettland    | Argentinien | 18:20 | 20:40 | 42:55 | 55:71 | –     | 55:71 |
| 1   | 4. Juli | 20:00    | Kroatien    | Russland    | 15:10 | 29:26 | 37:42 | 58:54 | –     | 58:54 |
| 2   | 5. Juli | 13:00    | Argentinien | Russland    | 24:30 | 39:51 | 60:70 | 80:84 | –     | 80:84 |
| 2   | 5. Juli | 20:00    | Lettland    | Kroatien    | 16:16 | 34:35 | 48:53 | 74:69 | –     | 74:69 |
| 3   | 6. Juli | 17:30    | Russland    | Lettland    | 21:17 | 40:31 | 49:53 | 55:68 | –     | 55:68 |
| 3   | 6. Juli | 20:00    | Kroatien    | Argentinien | 14:25 | 31:39 | 45:57 | 54:66 | –     | 54:66 |

#### Gruppe C
| Platz | Team                | Spiele | Siege | Ndlg. | Körbe   | Diff. | Punkte |
| ----- | ------------------- | ------ | ----- | ----- | ------- | ----- | ------ |
| 1.    | Vereinigte Staaten  | 3      | 3     | 0     | 226:192 | +34   | 6      |
| 2.    | Ukraine             | 3      | 2     | 1     | 244:187 | +57   | 5      |
| 3.    | Finnland            | 3      | 1     | 2     | 235:206 | +29   | 4      |
| 4.    | Volksrepublik China | 3      | 0     | 3     | 199:319 | −120  | 3      |

| Rd. | Datum   | Ortszeit | Begegnung          | Begegnung          | Q1    | Q2    | Q3    | Q4     | Verl. | Erg.   |
| --- | ------- | -------- | ------------------ | ------------------ | ----- | ----- | ----- | ------ | ----- | ------ |
| 1   | 4. Juli | 10:30    | China              | Ukraine            | 24:28 | 37:60 | 46:88 | 64:115 | –     | 64:115 |
| 1   | 4. Juli | 20:00    | Finnland           | Vereinigte Staaten | 11:21 | 36:40 | 47:49 | 65:69  | –     | 65:69  |
| 2   | 5. Juli | 13:00    | China              | Finnland           | 10:19 | 33:44 | 48:74 | 65:105 | –     | 65:105 |
| 2   | 5. Juli | 13:00    | Ukraine            | Vereinigte Staaten | 16:18 | 34:36 | 40:51 | 57:58  | –     | 57:58  |
| 3   | 6. Juli | 17:30    | Vereinigte Staaten | China              | 18:25 | 47:44 | 73:52 | 99:70  | –     | 99:70  |
| 3   | 6. Juli | 20:00    | Finnland           | Ukraine            | 18:13 | 32:37 | 42:50 | 65:72  | –     | 65:72  |

#### Gruppe D
| Platz | Team        | Spiele | Siege | Ndlg. | Körbe   | Diff. | Punkte |
| ----- | ----------- | ------ | ----- | ----- | ------- | ----- | ------ |
| 1.    | Kanada      | 3      | 3     | 0     | 249:196 | +53   | 6      |
| 2.    | Deutschland | 3      | 2     | 1     | 208:190 | +18   | 5      |
| 3.    | Italien     | 3      | 1     | 2     | 207:230 | −23   | 4      |
| 4.    | Norwegen    | 3      | 0     | 3     | 161:209 | −48   | 3      |

| Rd. | Datum   | Ortszeit | Begegnung   | Begegnung   | Q1    | Q2    | Q3    | Q4    | Verl. | Erg.  |
| --- | ------- | -------- | ----------- | ----------- | ----- | ----- | ----- | ----- | ----- | ----- |
| 1   | 4. Juli | 10:30    | Deutschland | Norwegen    | 22:12 | 36:24 | 54:30 | 66:43 | –     | 66:43 |
| 1   | 4. Juli | 20:00    | Kanada      | Italien     | 27:12 | 52:36 | 71:62 | 96:70 | –     | 96:70 |
| 2   | 5. Juli | 20:00    | Deutschland | Kanada      | 19:18 | 33:27 | 45:61 | 61:80 | –     | 61:80 |
| 2   | 5. Juli | 20:00    | Norwegen    | Italien     | 18:21 | 30:43 | 43:53 | 53:70 | –     | 53:70 |
| 3   | 6. Juli | 17:30    | Kanada      | Norwegen    | 14:18 | 34:26 | 47:44 | 73:65 | –     | 73:65 |
| 3   | 6. Juli | 20:00    | Italien     | Deutschland | 24:21 | 38:38 | 48:57 | 67:81 | –     | 67:81 |

### Finalrunde
Nach der Vorrunde qualifizierten sich die beiden besten Mannschaften jeder Gruppe für die im K.-o.-Modus ausgetragene Finalrunde. Dabei trat der jeweils Erstplatzierte gegen den Zweitplatzierten (A vs. B und C vs. D) an. Anschließend trafen sowohl die Sieger der Viertelfinals im Halbfinale aufeinander, als auch die Verlierer im „kleinen Halbfinale“. Die Sieger der Halbfinalspiele bestritten das Finale, die Verlierer das Spiel um Platz 3. Die Sieger des „kleinen Halbfinales“ spielten um Platz 5, die Verlierer um Platz 7. Die jeweils zwei schlechtesten Teams der Vorrunde spielen die Plätze 9–16 unter sich aus.

#### Turnierbaum
|  | Viertelfinale      | Viertelfinale      |                    |               | Halbfinale       | Halbfinale |  |  | Finale        | Finale        |
|  |                    |                    |                    |               |                  |            |  |  |               |               |
|  | 8. Juli 2019       |                    |                    |               |                  |            |  |  |               |               |
|  | Israel             | 96                 |                    |               |                  |            |  |  |               |               |
|  | Israel             | 96                 | 9. Juli 2019       |               |                  |            |  |  |               |               |
|  | Lettland           | 57                 |                    |               |                  |            |  |  |               |               |
|  | Lettland           | 57                 | Israel             | 73            |                  |            |  |  |               |               |
|  |                    |                    | Israel             | 73            |                  |            |  |  |               |               |
|  |                    | Vereinigte Staaten | 75                 |               |                  |            |  |  |               |               |
|  | Vereinigte Staaten | Vereinigte Staaten | 75                 | 76            |                  |            |  |  |               |               |
|  | Vereinigte Staaten |                    |                    | 76            |                  |            |  |  |               |               |
|  | Deutschland        | 74                 |                    | 11. Juli 2019 | 11. Juli 2019    |            |  |  |               |               |
|  | 8. Juli 2019       | 8. Juli 2019       | Vereinigte Staaten | 85            |                  |            |  |  |               |               |
|  | 8. Juli 2019       | 8. Juli 2019       |                    | Ukraine       | 63               |            |  |  |               |               |
|  | Argentinien        | 64                 |                    |               |                  |            |  |  |               |               |
|  | Australien         | 73                 |                    |               |                  |            |  |  |               |               |
|  | Australien         | 73                 | Australien         | 80            |                  |            |  |  |               |               |
|  |                    |                    | Australien         | 80            | Spiel um Platz 3 |            |  |  |               |               |
|  |                    | Ukraine            | 82                 |               |                  |            |  |  |               |               |
|  | Kanada             | Ukraine            | 82                 | 80            | Israel           | 69         |  |  |               |               |
|  | Kanada             | 9. Juli 2019       |                    | 80            | Israel           | 69         |  |  |               |               |
|  | Ukraine            | 82                 |                    | Australien    | 86               |            |  |  |               |               |
|  | Ukraine            | 82                 |                    |               | 86               |            |  |  |               |               |
|  | 8. Juli 2019       | 8. Juli 2019       |                    |               |                  |            |  |  | 11. Juli 2019 | 11. Juli 2019 |

#### Viertelfinale
| Tag          | Zeit  | Begegnung                        | Ergebnis                           |
| ------------ | ----- | -------------------------------- | ---------------------------------- |
| 8. Juli 2019 | 17:30 | Israel – Lettland                | 96:57 (24:11, 48:18, 72:32, 96:57) |
| 8. Juli 2019 | 17:30 | Vereinigte Staaten – Deutschland | 76:74 (16:22, 33:42, 57:53, 76:74) |
| 8. Juli 2019 | 20:00 | Argentinien – Australien         | 64:73 (16:18, 33:35, 45:53, 64:73) |
| 8. Juli 2019 | 20:00 | Kanada – Ukraine                 | 80:82 (18:13, 37:32, 50:59, 80:82) |

#### Halbfinale
| Tag          | Zeit  | Begegnung                   | Ergebnis                           |
| ------------ | ----- | --------------------------- | ---------------------------------- |
| 9. Juli 2019 | 17:30 | Israel – Vereinigte Staaten | 73:75 (26:12, 41:41, 53:51, 73:75) |
| 9. Juli 2019 | 20:00 | Australien – Ukraine        | 80:82 (21:23, 41:39, 61:60, 80:82) |

#### Bronzemedaille
| Tag           | Zeit  | Begegnung           | Ergebnis                          |
| ------------- | ----- | ------------------- | --------------------------------- |
| 11. Juli 2019 | 17:30 | Israel - Australien | 69:86 (9:24, 25:47, 48:62, 69:86) |

#### Finale
| Tag           | Zeit  | Begegnung                    | Ergebnis                           |
| ------------- | ----- | ---------------------------- | ---------------------------------- |
| 11. Juli 2019 | 20:00 | Vereinigte Staaten – Ukraine | 85:63 (28:15, 48:23, 64:41, 85:63) |

### Plätze 5 bis 8

#### Turnierbaum
|  | Kleines Halbfinale | Kleines Halbfinale |               |    | Finalrunden 5. und 6. Platz | Finalrunden 5. und 6. Platz |
|  |                    |                    |               |    |                             |                             |
|  | Lettland           | 52                 |               |    |                             |                             |
|  | Deutschland        | 74                 |               |    |                             |                             |
|  | 9. Juli 2019       |                    |               |    |                             |                             |
|  |                    |                    | 11. Juli 2019 |    |                             |                             |
|  | Deutschland        | 88                 |               |    |                             |                             |
|  |                    | Kanada             | 74            |    |                             |                             |
|  |                    |                    |               |    |                             |                             |
|  | 7. und 8. Platz    |                    |               |    |                             |                             |
|  | 9. Juli 2019       | 9. Juli 2019       | Lettland      | 61 |                             |                             |
|  | Argentinien        | 68                 | Argentinien   | 78 |                             |                             |
|  | Kanada             | 82                 |               |    | 11. Juli 2019               | 11. Juli 2019               |

#### Kleines Halbfinale
| Tag          | Zeit  | Begegnung              | Ergebnis                           |
| ------------ | ----- | ---------------------- | ---------------------------------- |
| 9. Juli 2019 | 17:30 | Lettland – Deutschland | 52:74 (14:22, 25:38, 32:61, 52:74) |
| 9. Juli 2019 | 17:30 | Argentinien – Kanada   | 68:82 (18:21, 42:36, 57:65, 68:82) |

#### Platz 7 und 8
| Tag           | Zeit  | Begegnung              | Ergebnis                           |
| ------------- | ----- | ---------------------- | ---------------------------------- |
| 11. Juli 2019 | 13:00 | Lettland – Argentinien | 61:78 (17:18, 35:39, 47:55, 61:78) |

#### Platz 5 und 6
| Tag           | Zeit  | Begegnung            | Ergebnis                           |
| ------------- | ----- | -------------------- | ---------------------------------- |
| 11. Juli 2019 | 13:00 | Deutschland – Kanada | 88:74 (25:13, 49:37, 70:55, 88:74) |

### Platzierungsspiele

#### Turnierbaum
|  | Viertelfinale | Viertelfinale |              |               | Halbfinale        | Halbfinale |  |  | 9. und 10. Platz | 9. und 10. Platz |
|  |               |               |              |               |                   |            |  |  |                  |                  |
|  | 8. Juli 2019  |               |              |               |                   |            |  |  |                  |                  |
|  | Tschechien    | 91            |              |               |                   |            |  |  |                  |                  |
|  | Tschechien    | 91            | 9. Juli 2019 |               |                   |            |  |  |                  |                  |
|  | Russland      | 73            |              |               |                   |            |  |  |                  |                  |
|  | Russland      | 73            | Tschechien   | 57            |                   |            |  |  |                  |                  |
|  |               |               | Tschechien   | 57            |                   |            |  |  |                  |                  |
|  |               | Finnland      | 74           |               |                   |            |  |  |                  |                  |
|  | Finnland      | Finnland      | 74           | 62            |                   |            |  |  |                  |                  |
|  | Finnland      |               |              | 62            |                   |            |  |  |                  |                  |
|  | Norwegen      | 39            |              | 11. Juli 2019 | 11. Juli 2019     |            |  |  |                  |                  |
|  | 8. Juli 2019  | 8. Juli 2019  | Finnland     | 80            |                   |            |  |  |                  |                  |
|  | 8. Juli 2019  | 8. Juli 2019  |              | Kroatien      | 78                |            |  |  |                  |                  |
|  | Kroatien      | 71            |              |               |                   |            |  |  |                  |                  |
|  | Mexiko        | 68            |              |               |                   |            |  |  |                  |                  |
|  | Mexiko        | 68            | Kroatien     | 77            |                   |            |  |  |                  |                  |
|  |               |               | Kroatien     | 77            | 11. und 12. Platz |            |  |  |                  |                  |
|  |               | Italien       | 70           |               |                   |            |  |  |                  |                  |
|  | Italien       | Italien       | 70           | 95            | Tschechien        | 89         |  |  |                  |                  |
|  | Italien       | 9. Juli 2019  |              | 95            | Tschechien        | 89         |  |  |                  |                  |
|  | China         | 83            |              | Italien       | 67                |            |  |  |                  |                  |
|  | China         | 83            |              |               | 67                |            |  |  |                  |                  |
|  | 8. Juli 2019  | 8. Juli 2019  |              |               |                   |            |  |  | 11. Juli 2019    | 11. Juli 2019    |

#### Viertelfinale
| Tag          | Zeit  | Begegnung             | Ergebnis                           |
| ------------ | ----- | --------------------- | ---------------------------------- |
| 8. Juli 2019 | 10:30 | Tschechien – Russland | 91:73 (17:17, 44:40, 67:56, 91:73) |
| 8. Juli 2019 | 10:30 | Finnland – Norwegen   | 62:39 (21:8, 36:24, 47:35, 62:39)  |
| 8. Juli 2019 | 10:30 | Kroatien – Mexiko     | 71:68 (15:18, 35:32, 47:52, 71:68) |
| 8. Juli 2019 | 10:30 | Italien – China       | 95:83 (23:22, 50:38, 69:66, 95:83) |

#### Halbfinale
| Tag          | Zeit  | Begegnung             | Ergebnis                           |
| ------------ | ----- | --------------------- | ---------------------------------- |
| 9. Juli 2019 | 20:00 | Tschechien – Finnland | 57:74 (19:22, 33:30, 43:52, 57:74) |
| 9. Juli 2019 | 20:00 | Kroatien – Italien    | 77:70 (17:13, 35:32, 58:50, 77:70) |

#### Platz 11 und 12
| Tag           | Zeit  | Begegnung            | Ergebnis                           |
| ------------- | ----- | -------------------- | ---------------------------------- |
| 11. Juli 2019 | 10:30 | Tschechien – Italien | 89:67 (30:15, 53:35, 71:47, 89:67) |

#### Platz 9 und 10
| Tag           | Zeit  | Begegnung           | Ergebnis                           |
| ------------- | ----- | ------------------- | ---------------------------------- |
| 11. Juli 2019 | 13:00 | Finnland – Kroatien | 80:78 (16:23, 39:31, 61:54, 80:78) |

### Plätze 13 bis 16

#### Turnierbaum
|  | Kleines Halbfinale | Kleines Halbfinale |               |    | Finalrunden 13. und 14. Platz | Finalrunden 13. und 14. Platz |
|  |                    |                    |               |    |                               |                               |
|  | Russland           | 63                 |               |    |                               |                               |
|  | Norwegen           | 55                 |               |    |                               |                               |
|  | 9. Juli 2019       |                    |               |    |                               |                               |
|  |                    |                    | 11. Juli 2019 |    |                               |                               |
|  | Russland           | 91                 |               |    |                               |                               |
|  |                    | China              | 76            |    |                               |                               |
|  |                    |                    |               |    |                               |                               |
|  | 15. und 16. Platz  |                    |               |    |                               |                               |
|  | 9. Juli 2019       | 9. Juli 2019       | Norwegen      | 79 |                               |                               |
|  | Mexiko             | 70                 | Mexiko        | 77 |                               |                               |
|  | China              | 75                 |               |    | 11. Juli 2019                 | 11. Juli 2019                 |

#### Kleines Halbfinale
| Tag          | Zeit  | Begegnung           | Ergebnis                           |
| ------------ | ----- | ------------------- | ---------------------------------- |
| 9. Juli 2019 | 17:30 | Russland – Norwegen | 63:55 (13:12, 29:29, 44:39, 63:55) |
| 9. Juli 2019 | 20:00 | Mexiko – China      | 70:75 (23:13, 37:39, 52:53, 70:75) |

#### Platz 15 und 16
| Tag           | Zeit  | Begegnung         | Ergebnis                                        |
| ------------- | ----- | ----------------- | ----------------------------------------------- |
| 11. Juli 2019 | 10:30 | Norwegen – Mexiko | 79:77 n. V. (18:20, 38:41, 47:58, 68:68, 79:77) |

#### Platz 13 und 14
| Tag           | Zeit  | Begegnung        | Ergebnis                           |
| ------------- | ----- | ---------------- | ---------------------------------- |
| 11. Juli 2019 | 17:30 | Russland - China | 91:76 (25:14, 40:39, 64:60, 91:76) |

### Endstände
| Rang | Team        | Siege:Niederl. | Korbverhältnis |
| ---- | ----------- | -------------- | -------------- |
| 1    | USA         | 6:0            | 462:402        |
| 2    | Ukraine     | 4:2            | 471:432        |
| 3    | Australien  | 5:1            | 496:428        |
| 4    | Israel      | 4:2            | 475:411        |
| 5    | Deutschland | 4:2            | 444:392        |
| 6    | Kanada      | 4:2            | 485:434        |
| 7    | Argentinien | 3:3            | 427:409        |
| 8    | Lettland    | 2:4            | 367:443        |
| 9    | Finnland    | 4:2            | 451:380        |
| 10   | Kroatien    | 3:3            | 407:412        |
| 11   | Tschechien  | 3:3            | 423:426        |
| 12   | Italien     | 2:4            | 439:479        |
| 13   | Russland    | 3:3            | 420:428        |
| 14   | China       | 5:1            | 433:575        |
| 15   | Norwegen    | 1:5            | 334:411        |
| 16   | Mexiko      | 0:6            | 408:480        |

| Platz | Land               | Spieler |
| ----- | ------------------ | --- |
| 1     | Vereinigte Staaten | Khavon Moore, Hunter Tyson, Alexander Hemenway, Parker Fox, Al-Amir Dawes, Chase Hunter, Curran Scott, Tevin Mack, Aamir Simms, John Newmann III, Nicolas Honor, Richard Lee Jemison III, Coach: Brad Brownell          |
| 2     | Ukraine            | Viacheslav Petrov, Andrii Myronenko, Vadym Prokopenko, Yurii Kondrakov, Illia Sydorov, Vitalii Zotov, Ivan Tkachenko, Serhii Pavlov, Kyrylo Marchenko, Artem Kovalov, Mykhailo Horobchenko, Coach: Vitaliy Stepanovskyy |
| 3     | Australien         | Tanner Krebs, Geoge Blagojevic, Jonah Antonio, Dejan Vasiljevic, Jock Perry, Jackson White, Will Magnay, Isaac White, Kyle Zunic, Jack Purchase, Kyrin Galloway, Alexander Mudronja, Coach: Robert Beveridge            |

## Statistiken

### Einzelspieler
| Kategorie                | Platz 1                         | Platz 2                          | Platz 3                              |
| ------------------------ | ------------------------------- | -------------------------------- | ------------------------------------ |
| Punkte pro Spiel         | Federico Mussini 21,2           | Serhii Pavlov 21,0               | Dejan Vasiljevic 20,5                |
| Punkte Gesamt            | Federico Mussini 127            | Serhii Pavlov 126                | Dejan Vasiljevic 123                 |
| Assists pro Spiel        | Harald Frey 5,3                 | Munis Tutu 4,8                   | Lukas Wank 4,0                       |
| Höchste Freiwurfquote    | Baiqing Zhao 19 von 20 (95,0 %) | Serhii Pavlov 32 von 40 (80,0 %) | Grigory Motovilov 19 von 24 (79,2 %) |
| Meiste Minuten pro Spiel | Harald Frey 35,0                | Ning Zhang 32,7                  | David Skara 31,5                     |
| Meiste Minuten Gesamt    | Harald Frey 210                 | Ning Zhang 193                   | David Skara 189                      |

### Teams
| Kategorie             | Platz 1                     | Platz 2                                               | Platz 3     |
| --------------------- | --------------------------- | ----------------------------------------------------- | ----------- |
| Punkte pro Spiel      | Australien 82,7             | Kanada 80,8                                           | Israel 79,2 |
| Punkte Gesamt         | Australien 496              | Kanada 485                                            | Israel 475  |
| Assists pro Spiel     | Ukraine 16,5                | Deutschland 13,6 Italien 13,6                         |             |
| Assists Gesamt        | Ukraine 99                  | Deutschland 98 Italien 98                             |             |
| Höchste Freiwurfquote | Ukraine 97 von 126 (76,9 %) | China 82 von 121 (67,7 %) Italien 86 von 127 (67,7 %) |             |

## Frauenturnier

### Gruppenphase

#### Gruppe A
| Platz | Team       | Spiele | Siege | Ndlg. | Körbe   | Diff. | Punkte |
| ----- | ---------- | ------ | ----- | ----- | ------- | ----- | ------ |
| 1.    | Japan      | 3      | 3     | 0     | 228:167 | +61   | 6      |
| 2.    | Tschechien | 3      | 2     | 1     | 192:183 | +9    | 5      |
| 3.    | Ungarn     | 3      | 1     | 2     | 171:176 | −5    | 4      |
| 4.    | Ukraine    | 3      | 0     | 3     | 132:197 | −65   | 3      |

| Rd. | Datum   | Ortszeit | Begegnung  | Begegnung  | Q1    | Q2    | Q3    | Q4    | Verl. | Erg.  |
| --- | ------- | -------- | ---------- | ---------- | ----- | ----- | ----- | ----- | ----- | ----- |
| 1   | 3. Juli | 10:30    | Ukraine    | Japan      | 11:20 | 11:15 | 10:16 | 16:12 | –     | 48:63 |
| 1   | 3. Juli | 13:00    | Tschechien | Ungarn     | 18:14 | 33:34 | 40:42 | 56:54 | –     | 56:54 |
| 2   | 4. Juli | 13:00    | Ukraine    | Tschechien | 4:21  | 13:41 | 19:58 | 36:71 | –     | 36:71 |
| 2   | 4. Juli | 17:30    | Japan      | Ungarn     | 12:16 | 26:34 | 54:43 | 72:54 | –     | 72:54 |
| 3   | 5. Juli | 10:30    | Ungarn     | Ukraine    | 20:8  | 39:21 | 52:32 | 63:48 | –     | 63:48 |
| 3   | 5. Juli | 17:30    | Tschechien | Japan      | 19:25 | 29:46 | 49:65 | 65:93 | –     | 65:93 |

#### Gruppe B
| Platz | Team        | Spiele | Siege | Ndlg. | Körbe   | Diff. | Punkte |
| ----- | ----------- | ------ | ----- | ----- | ------- | ----- | ------ |
| 1.    | Portugal    | 3      | 3     | 0     | 208:136 | +72   | 6      |
| 2.    | Russland    | 3      | 2     | 1     | 183:162 | +21   | 5      |
| 3.    | Rumänien    | 3      | 1     | 2     | 116:165 | −49   | 4      |
| 4.    | Argentinien | 3      | 0     | 3     | 143:187 | −44   | 3      |

| Rd. | Datum   | Ortszeit | Begegnung   | Begegnung   | Q1    | Q2    | Q3    | Q4    | Verl. | Erg.  |
| --- | ------- | -------- | ----------- | ----------- | ----- | ----- | ----- | ----- | ----- | ----- |
| 1   | 3. Juli | 10:30    | Portugal    | Argentinien | 12:6  | 34:18 | 50:31 | 64:50 | –     | 64:50 |
| 1   | 3. Juli | 13:00    | Rumänien    | Russland    | 10:16 | 14:36 | 26:44 | 31:59 | –     | 31:59 |
| 2   | 4. Juli | 13:00    | Portugal    | Rumänien    | 16:6  | 25:16 | 48:22 | 69:32 | –     | 69:32 |
| 2   | 4. Juli | 20:00    | Argentinien | Russland    | 16:19 | 31:31 | 47:56 | 56:70 | –     | 56:70 |
| 3   | 5. Juli | 13:00    | Russland    | Portugal    | 18:29 | 33:46 | 45:66 | 54:75 | –     | 54:75 |
| 3   | 5. Juli | 17:30    | Rumänien    | Argentinien | 12:9  | 22:19 | 37:24 | 53:37 | –     | 53:37 |

#### Gruppe C
| Platz | Team               | Spiele | Siege | Ndlg. | Körbe   | Diff. | Punkte |
| ----- | ------------------ | ------ | ----- | ----- | ------- | ----- | ------ |
| 1.    | Vereinigte Staaten | 3      | 3     | 0     | 245:186 | +59   | 6      |
| 2.    | Chinesisch Taipeh  | 3      | 2     | 1     | 236:202 | +34   | 5      |
| 3.    | Slowakei           | 3      | 1     | 2     | 160:215 | −55   | 4      |
| 4.    | Mexiko             | 3      | 0     | 3     | 152:190 | −38   | 3      |

| Rd. | Datum   | Ortszeit | Begegnung          | Begegnung          | Q1    | Q2    | Q3    | Q4    | Verl. | Erg.  |
| --- | ------- | -------- | ------------------ | ------------------ | ----- | ----- | ----- | ----- | ----- | ----- |
| 1   | 3. Juli | 10:30    | Vereinigte Staaten | Mexiko             | 15:18 | 30:33 | 41:45 | 60:49 | –     | 60:49 |
| 1   | 3. Juli | 13:00    | Chinesisch Taipeh  | Slowakei           | 23:20 | 43:29 | 61:39 | 74:54 | –     | 75:54 |
| 2   | 4. Juli | 13:00    | Vereinigte Staaten | Chinesisch Taipeh  | 14:22 | 46:47 | 70:67 | 93:85 | –     | 93:85 |
| 2   | 4. Juli | 17:30    | Mexiko             | Slowakei           | 6:12  | 14:28 | 29:40 | 48:54 | –     | 48:54 |
| 3   | 5. Juli | 10:30    | Chinesisch Taipeh  | Mexiko             | 20:10 | 38:22 | 55:42 | 76:55 | –     | 76:55 |
| 3   | 5. Juli | 17:30    | Slowakei           | Vereinigte Staaten | 7:33  | 24:50 | 33:69 | 52:92 | –     | 52:92 |

#### Gruppe D
| Platz | Team                | Spiele | Siege | Ndlg. | Körbe   | Diff. | Punkte |
| ----- | ------------------- | ------ | ----- | ----- | ------- | ----- | ------ |
| 1.    | Australien          | 3      | 3     | 0     | 243:186 | +57   | 6      |
| 2.    | Volksrepublik China | 3      | 2     | 1     | 243:209 | +34   | 5      |
| 3.    | Finnland            | 3      | 1     | 2     | 183:202 | −19   | 4      |
| 4.    | Kanada              | 3      | 0     | 3     | 179:251 | −72   | 3      |

| Rd. | Datum   | Ortszeit | Begegnung  | Begegnung  | Q1    | Q2    | Q3    | Q4    | Verl. | Erg.  |
| --- | ------- | -------- | ---------- | ---------- | ----- | ----- | ----- | ----- | ----- | ----- |
| 1   | 3. Juli | 10:30    | China      | Kanada     | 28:22 | 52:33 | 73:47 | 84:69 | –     | 84:69 |
| 1   | 3. Juli | 13:00    | Finnland   | Australien | 12:23 | 29:40 | 34:54 | 51:68 | –     | 51:68 |
| 2   | 4. Juli | 13:00    | China      | Finnland   | 20:9  | 45:30 | 58:38 | 75:50 | –     | 75:50 |
| 2   | 4. Juli | 17:30    | Kanada     | Australien | 11:22 | 21:42 | 36:63 | 51:85 | –     | 51:85 |
| 3   | 5. Juli | 10:30    | Australien | China      | 22:26 | 50:50 | 68:62 | 90:84 | –     | 90:84 |
| 3   | 5. Juli | 17:30    | Finnland   | Kanada     | 23:20 | 34:37 | 54:48 | 82:59 | –     | 82:59 |

### Finalrunde
Nach der Vorrunde qualifizierten sich die beiden besten Mannschaften jeder Gruppe für die im K.-o.-Modus ausgetragene Finalrunde. Dabei trat der jeweils Erstplatzierte gegen den Zweitplatzierten (A vs. B und C vs. D) an. Anschließend trafen sowohl die Sieger der Viertelfinals im Halbfinale aufeinander, als auch die Verlierer im „kleinen Halbfinale“. Die Sieger der Halbfinalspiele bestritten das Finale, die Verlierer das Spiel um Platz 3. Die Sieger des „kleinen Halbfinales“ spielten um Platz 5, die Verlierer um Platz 7. Die jeweils zwei schlechtesten Teams der Vorrunde spielen die Plätze 9–16 unter sich aus.

#### Turnierbaum
|  | Viertelfinale      | Viertelfinale      |                    |               | Halbfinale       | Halbfinale |  |  | Finale        | Finale        |
|  |                    |                    |                    |               |                  |            |  |  |               |               |
|  | 7. Juli 2019       |                    |                    |               |                  |            |  |  |               |               |
|  | Japan              | 89                 |                    |               |                  |            |  |  |               |               |
|  | Japan              | 89                 | 8. Juli 2019       |               |                  |            |  |  |               |               |
|  | Russland           | 83                 |                    |               |                  |            |  |  |               |               |
|  | Russland           | 83                 | Japan              | 84            |                  |            |  |  |               |               |
|  |                    |                    | Japan              | 84            |                  |            |  |  |               |               |
|  |                    | Vereinigte Staaten | 89                 |               |                  |            |  |  |               |               |
|  | Vereinigte Staaten | Vereinigte Staaten | 89                 | 87            |                  |            |  |  |               |               |
|  | Vereinigte Staaten |                    |                    | 87            |                  |            |  |  |               |               |
|  | China              | 79                 |                    | 10. Juli 2019 | 10. Juli 2019    |            |  |  |               |               |
|  | 7. Juli 2019       | 7. Juli 2019       | Vereinigte Staaten | 72            |                  |            |  |  |               |               |
|  | 7. Juli 2019       | 7. Juli 2019       |                    | Australien    | 80               |            |  |  |               |               |
|  | Portugal           | 60                 |                    |               |                  |            |  |  |               |               |
|  | Tschechien         | 44                 |                    |               |                  |            |  |  |               |               |
|  | Tschechien         | 44                 | Portugal           | 49            |                  |            |  |  |               |               |
|  |                    |                    | Portugal           | 49            | Spiel um Platz 3 |            |  |  |               |               |
|  |                    | Australien         | 56                 |               |                  |            |  |  |               |               |
|  | Australien         | Australien         | 56                 | 81            | Japan            | 59         |  |  |               |               |
|  | Australien         | 8. Juli 2019       |                    | 81            | Japan            | 59         |  |  |               |               |
|  | Chinesisch Taipeh  | 72                 |                    | Portugal      | 76               |            |  |  |               |               |
|  | Chinesisch Taipeh  | 72                 |                    |               | 76               |            |  |  |               |               |
|  | 7. Juli 2019       | 7. Juli 2019       |                    |               |                  |            |  |  | 10. Juli 2019 | 10. Juli 2019 |

#### Viertelfinale
| Tag          | Zeit  | Begegnung                      | Ergebnis                           |
| ------------ | ----- | ------------------------------ | ---------------------------------- |
| 7. Juli 2019 | 20:00 | Japan – Russland               | 89:83 (22:23, 38:42, 69:61, 89:83) |
| 7. Juli 2019 | 20:00 | Vereinigte Staaten – China     | 87:79 (28:26, 52:41, 65:68, 87:79) |
| 7. Juli 2019 | 20:00 | Portugal – Tschechien          | 60:44 (14:9, 28:22, 37:35, 60:44)  |
| 7. Juli 2019 | 20:00 | Australien – Chinesisch Taipeh | 81:72 (26:20, 44:38, 63:61, 81:72) |

#### Halbfinale
| Tag          | Zeit  | Begegnung                  | Ergebnis                           |
| ------------ | ----- | -------------------------- | ---------------------------------- |
| 8. Juli 2019 | 17:30 | Japan – Vereinigte Staaten | 84:89 (26:22, 56:48, 73:70, 84:89) |
| 8. Juli 2019 | 20:00 | Portugal – Australien      | 49:56 (14:12, 29:25, 40:36, 49:56) |

#### Bronzemedaille
| Tag           | Zeit  | Begegnung        | Ergebnis                                        |
| ------------- | ----- | ---------------- | ----------------------------------------------- |
| 10. Juli 2019 | 17:30 | Japan - Portugal | 59:76 n. V. (17:13, 29:32, 48:43, 58:58, 59:76) |

#### Finale
| Tag           | Zeit  | Begegnung                       | Ergebnis                           |
| ------------- | ----- | ------------------------------- | ---------------------------------- |
| 10. Juli 2019 | 20:00 | Vereinigte Staaten – Australien | 72:80 (15:23, 34:37, 48:66, 72:80) |

### Plätze 5 bis 8

#### Turnierbaum
|  | Kleines Halbfinale | Kleines Halbfinale |               |    | Finalrunden 5. und 6. Platz | Finalrunden 5. und 6. Platz |
|  |                    |                    |               |    |                             |                             |
|  | Russland           | 73                 |               |    |                             |                             |
|  | China              | 64                 |               |    |                             |                             |
|  | 8. Juli 2019       |                    |               |    |                             |                             |
|  |                    |                    | 10. Juli 2019 |    |                             |                             |
|  | Russland           | 74                 |               |    |                             |                             |
|  |                    | Chinesisch Taipeh  | 58            |    |                             |                             |
|  |                    |                    |               |    |                             |                             |
|  | 7. und 8. Platz    |                    |               |    |                             |                             |
|  | 8. Juli 2019       | 8. Juli 2019       | China         | 69 |                             |                             |
|  | Tschechien         | 57                 | Tschechien    | 77 |                             |                             |
|  | Chinesisch Taipeh  | 83                 |               |    | 10. Juli 2019               | 10. Juli 2019               |

#### Kleines Halbfinale
| Tag          | Zeit  | Begegnung                      | Ergebnis                           |
| ------------ | ----- | ------------------------------ | ---------------------------------- |
| 8. Juli 2019 | 17:30 | Russland – China               | 73:64 (21:16, 39:30, 56:45, 73:64) |
| 8. Juli 2019 | 20:00 | Tschechien – Chinesisch Taipeh | 57:83 (10:27, 24:51, 43:71, 57:83) |

#### Platz 7 und 8
| Tag           | Zeit  | Begegnung          | Ergebnis                           |
| ------------- | ----- | ------------------ | ---------------------------------- |
| 10. Juli 2019 | 13:00 | China – Tschechien | 69:77 (21:29, 37:43, 54:58, 69:77) |

#### Platz 5 und 6
| Tag           | Zeit  | Begegnung                    | Ergebnis                           |
| ------------- | ----- | ---------------------------- | ---------------------------------- |
| 10. Juli 2019 | 10:30 | Russland – Chinesisch Taipeh | 74:58 (20:16, 38:29, 51:47, 74:58) |

### Platzierungsspiele

#### Turnierbaum
|  | Viertelfinale | Viertelfinale |              |               | Halbfinale        | Halbfinale |  |  | 9. und 10. Platz | 9. und 10. Platz |
|  |               |               |              |               |                   |            |  |  |                  |                  |
|  | 7. Juli 2019  |               |              |               |                   |            |  |  |                  |                  |
|  | Ungarn        | 76            |              |               |                   |            |  |  |                  |                  |
|  | Ungarn        | 76            | 8. Juli 2019 |               |                   |            |  |  |                  |                  |
|  | Argentinien   | 62            |              |               |                   |            |  |  |                  |                  |
|  | Argentinien   | 62            | Ungarn       | 70            |                   |            |  |  |                  |                  |
|  |               |               | Ungarn       | 70            |                   |            |  |  |                  |                  |
|  |               | Slowakei      | 50           |               |                   |            |  |  |                  |                  |
|  | Slowakei      | Slowakei      | 50           | 54            |                   |            |  |  |                  |                  |
|  | Slowakei      |               |              | 54            |                   |            |  |  |                  |                  |
|  | Kanada        | 53            |              | 10. Juli 2019 | 10. Juli 2019     |            |  |  |                  |                  |
|  | 7. Juli 2019  | 7. Juli 2019  | Ungarn       | 44            |                   |            |  |  |                  |                  |
|  | 7. Juli 2019  | 7. Juli 2019  |              | Finnland      | 75                |            |  |  |                  |                  |
|  | Rumänien      | 76            |              |               |                   |            |  |  |                  |                  |
|  | Ukraine       | 72            |              |               |                   |            |  |  |                  |                  |
|  | Ukraine       | 72            | Rumänien     | 50            |                   |            |  |  |                  |                  |
|  |               |               | Rumänien     | 50            | 11. und 12. Platz |            |  |  |                  |                  |
|  |               | Finnland      | 73           |               |                   |            |  |  |                  |                  |
|  | Finnland      | Finnland      | 73           | 77            | Slowakei          | 46         |  |  |                  |                  |
|  | Finnland      | 8. Juli 2019  |              | 77            | Slowakei          | 46         |  |  |                  |                  |
|  | Mexiko        | 51            |              | Rumänien      | 61                |            |  |  |                  |                  |
|  | Mexiko        | 51            |              |               | 61                |            |  |  |                  |                  |
|  | 7. Juli 2019  | 7. Juli 2019  |              |               |                   |            |  |  | 10. Juli 2019    | 10. Juli 2019    |

#### Viertelfinale
| Tag          | Zeit  | Begegnung            | Ergebnis                                        |
| ------------ | ----- | -------------------- | ----------------------------------------------- |
| 7. Juli 2019 | 17:30 | Ungarn – Argentinien | 76:62 (10:18, 36:28, 54:41, 76:62)              |
| 7. Juli 2019 | 17:30 | Slowakei – Kanada    | 54:53 (10:13, 29:25, 42:32, 54:53)              |
| 7. Juli 2019 | 17:30 | Rumänien – Ukraine   | 76:72 n. V. (22:15, 38:27, 53:47, 67:67, 76:72) |
| 7. Juli 2019 | 17:30 | Finnland – Mexiko    | 77:51 (20:13, 39:23, 58:40, 77:51)              |

#### Halbfinale
| Tag          | Zeit  | Begegnung           | Ergebnis                           |
| ------------ | ----- | ------------------- | ---------------------------------- |
| 8. Juli 2019 | 13:00 | Ungarn –Slowakei    | 70:50 (12:14, 30:17, 54:30, 70:50) |
| 8. Juli 2019 | 13:00 | Rumänien – Finnland | 50:73 (14:27, 29:36, 42:54, 50:73) |

#### Platz 11 und 12
| Tag           | Zeit  | Begegnung           | Ergebnis                           |
| ------------- | ----- | ------------------- | ---------------------------------- |
| 10. Juli 2019 | 10:30 | Slowakei – Rumänien | 46:61 (10:17, 18:29, 27:42, 46:61) |

#### Platz 9 und 10
| Tag           | Zeit  | Begegnung         | Ergebnis                           |
| ------------- | ----- | ----------------- | ---------------------------------- |
| 10. Juli 2019 | 10:30 | Ungarn – Finnland | 44:75 (12:25, 22:35, 34:53, 44:75) |

### Plätze 13 bis 16

#### Turnierbaum
|  | Kleines Halbfinale | Kleines Halbfinale |               |    | Finalrunden 13. und 14. Platz | Finalrunden 13. und 14. Platz |
|  |                    |                    |               |    |                               |                               |
|  | Argentinien        | 36                 |               |    |                               |                               |
|  | Kanada             | 75                 |               |    |                               |                               |
|  | 8. Juli 2019       |                    |               |    |                               |                               |
|  |                    |                    | 10. Juli 2019 |    |                               |                               |
|  | Kanada             | 67                 |               |    |                               |                               |
|  |                    | Mexiko             | 54            |    |                               |                               |
|  |                    |                    |               |    |                               |                               |
|  | 15. und 16. Platz  |                    |               |    |                               |                               |
|  | 8. Juli 2019       | 8. Juli 2019       | Argentinien   | 52 |                               |                               |
|  | Ukraine            | 54                 | Ukraine       | 46 |                               |                               |
|  | Mexiko             | 63                 |               |    | 10. Juli 2019                 | 10. Juli 2019                 |

#### Kleines Halbfinale
| Tag          | Zeit  | Begegnung            | Ergebnis                          |
| ------------ | ----- | -------------------- | --------------------------------- |
| 8. Juli 2019 | 13:00 | Argentinien – Kanada | 36:75 (4:24, 8:37, 20:58, 36:75)  |
| 8. Juli 2019 | 13:00 | Ukraine – Mexiko     | 54:63 (9:20, 22:35, 44:48, 54:63) |

#### Platz 15 und 16
| Tag           | Zeit  | Begegnung             | Ergebnis                          |
| ------------- | ----- | --------------------- | --------------------------------- |
| 10. Juli 2019 | 13:00 | Argentinien – Ukraine | 52:46 (9:13, 23:22, 36:40, 52:46) |

#### Platz 13 und 14
| Tag           | Zeit  | Begegnung       | Ergebnis                          |
| ------------- | ----- | --------------- | --------------------------------- |
| 10. Juli 2019 | 13:00 | Kanada - Mexiko | 67:54 (21:7, 31:14, 51:29, 67:54) |

### Endstände
| Rang | Team               | Siege:Niederl. | Korbverhältnis |
| ---- | ------------------ | -------------- | -------------- |
| 1    | Australien         | 6:0            | 460:379        |
| 2    | Vereinigte Staaten | 5:1            | 493:429        |
| 3    | Portugal           | 5:1            | 393:295        |
| 4    | Japan              | 4:2            | 460:415        |
| 5    | Russland           | 4:2            | 413:373        |
| 6    | Chinesisch Taipeh  | 3:3            | 449:414        |
| 7    | Tschechien         | 3:3            | 370:395        |
| 8    | China              | 2:4            | 455:446        |
| 9    | Finnland           | 4:2            | 408:347        |
| 10   | Ungarn             | 3:3            | 361:363        |
| 11   | Rumänien           | 3:3            | 303:356        |
| 12   | Slowakei           | 2:4            | 310:399        |
| 13   | Kanada             | 2:4            | 374:395        |
| 14   | Mexiko             | 1:5            | 320:388        |
| 15   | Argentinien        | 1:5            | 293:384        |
| 16   | Ukraine            | 0:6            | 304:388        |

| Platz | Land               | Spieler |
| ----- | ------------------ | --- |
| 1     | Australien         | Abigail Wehrung, Keeley Froling, Alicia Froling, Lauren Scherf, Stephanie Reid, Alexandra Sharp, Maddison Rocci, Anneli Maley, Jasmine Simmons, Lara McSpadden, Eziyoda Magbegor, Coach: Brad Brownell |
| 2     | Vereinigte Staaten | Xaria Monae Weeks-Wiggins, Jayla Alona Hemingway, Rickea Velece Jackson, Aliyah Breshawna Matharu, Jamya Iyania Young, Jazzmun Eliscia Holmes, Sidney Charise Cooks, Yemiyah Aiyanna Morris, Bre'Amber Shakira Scott, Myah Johne Taylor, Andra Phoenix Espinoza-Hunter, Jessika Carter, Coach: Vic Schaefer |
| 3     | Portugal           | Ines Viana, Joana Soeiro, Ana Santos, Laura Ferreira, Josephine Filipe, Joana Cristelo Alves, Maianca Umabano, Carolina Costa, Maria Kostourkova, Barbara Miranda, Ana Carolina Rodrigues, Susana Carvalheira, Coach: Ricardo Vasconcelos                                                                   |

## Statistiken

### Einzelspieler
| Kategorie                | Platz 1                              | Platz 2                          | Platz 3                               |
| ------------------------ | ------------------------------------ | -------------------------------- | ------------------------------------- |
| Punkte pro Spiel         | Rickea Jackson 22,2                  | Laura Ferreira 20,8              | Sara Bejedi 16,2                      |
| Punkte Gesamt            | Rickea Jackson 133                   | Laura Ferreira 125               | Sara Bejedi 97                        |
| Assists pro Spiel        | Abigail Wehrung 5,0 Jazzum Homes 5,0 | Shizuka Takada 4,5               |                                       |
| Höchste Freiwurfquote    | Yi Zhang 20 von 22 (90,9 %)          | Lauren Scherf 19 von 22 (86,4 %) | Daria Kolosovskaia 19 von 25 (76,0 %) |
| Meiste Minuten pro Spiel | Tetiana Yurkevichus 34,7             | Nina Aho 34,5                    | Ana Ferariu 33,5                      |
| Meiste Minuten Gesamt    | Tetiana Yurkevichus 208              | Nina Aho 207                     | Ana Ferariu 201                       |

### Teams
| Kategorie             | Platz 1                     | Platz 2                                               | Platz 3                 |
| --------------------- | --------------------------- | ----------------------------------------------------- | ----------------------- |
| Punkte pro Spiel      | Vereinigte Staaten 82,2     | Australien 76,6 Japan 76,6                            |                         |
| Punkte Gesamt         | Vereinigte Staaten 493      | Australien 460 Japan 460                              |                         |
| Assists pro Spiel     | Australien 20,5             | Japan 17,2                                            | Vereinigte Staaten 15,3 |
| Assists Gesamt        | Australien 123              | Japan 103                                             | Vereinigte Staaten 92   |
| Höchste Freiwurfquote | Rumänien 60 von 82 (73,2 %) | China 81 von 116 (69,8 %) Finnland 59 von 84 (70,2 %) |                         |